# Treenigheden
Treenigheden er det centrale dogme i næsten alle Kristne trossamfund, da mange betragter det som nødvendigt at acceptere dette dogme (symbolsk og/eller konkret bogstaveligt eller på anden vis) for at tro på Jesus som Kristus.
Ordet Treenighed forekommer ikke i Bibelen. Den klassiske formulering, som ikke fremgår af Bibelen, blev først formuleret af Tertullian fra Karthago omkring 200, er: Gud er én substans og tre personer. På dansk dog ofte formuleret som: Gud er ét væsen og tre personer. De tre personer i Treenigheden er Faderen, Sønnen (Kristus) og Helligånden.
Ordet Treenighed blev først brugt af Theophilus af Antiokia i 180'erne og blev et afgørende tema under dannelsen af den Kristne kirke, fx i forhold til konflikten mellem de Alexandrinske og antiokenske teologiske skoler, og diverse "kættere" som arianerne, modalisterne og det makedonske kætteri.
Dogmet er en videreudvikling af forskellige Nyplatoniske teorier, specielt den øverste Guddoms hypostatiske natur og Platons oprindelige mellemledsbegreb: Katolikkernes version opfattede dog ikke stoffet som ondt (hvilket dengang førte til en stærk kritik fra hedenske filosofiske kredse) og kunne inkorporere andre filosofiske skoler (hvilket så på anderledes måde hjalp dens popularitet).
Den blev fuldt formuleret og fastslået som dogme i den nikænske trosbekendelse fra 325. Man kan videre læse om emnet i værker af Augustin af Hippo, Hilarius af Poitiers, Thomas Aquinas, Martin Luther og Joseph Priestley.
Dogmet om Treenigheden afvises som ikkebibelsk og falsk lære af nogle trossamfund: Jehovas Vidner, Mormoner og Unitarer. Jesus, som ifølge dogmet om treenigheden er en del af treenigheden, var jøde; men Jødedommen anerkender ikke treenigheden.
Treheder af guder er fra tidernes morgen almindelig kendt fra førkristne religioner i Babylon, Assyrien, Egypten og findes i dag i Hinduismen, dog som separate guder og ikke én som i Kristendommen.